# Бейсембин, Махмут
Махмут Бейсембин — советский хозяйственный, государственный и политический деятель.

## Биография
Родился в 1906 году в Тургайской области. Член КПСС.
С 1926 года — на хозяйственной, общественной и политической работе. В 1926—1960 гг. — учитель школы, инспектор Убаганского районного отдела народного образования, инспектор охраны труда Убаганского района, старший инспектор Актюбинского областного управления рабоче-крестьянской милиции, 2-й секретарь Актюбинского областного комитета КП(б) Казахстана, председатель Исполнительного комитета Актюбинского областного Совета, 2-й, 1-й секретарь Казалинского районного комитета КП(б) Казахстана, 1-й секретарь Джалагашского районного комитета КП Казахстана, партийный организатор ЦК КПСС Аральской машинно-тракторной станции, председатель, управляющий отделением колхоза.
Делегат XVIII съезда ВКП(б).
Умер в 1960 году.